# Садок Персијски
Свети свештеномученик Садок је био епископ у Персији после Светог Симеона. 
После мученичке смрти светог Симеона, епископа персијског, Садок је заозео његов трон. Његова епархија је обухватала два града: Салик и Ктесифон. Убрзо по извору за епископа у сну му се јавио свети Симеон и охрабрио га за мученичку смрт. Он је сазвао сабор и поручио својим свештеницима: „Прошле ноћи видех у сну лествицу, чији врх допираше до неба, где стајаше свети епископ Симеон у великој слави; и довикну мени који сам стајао на земљи: Узиђи к мени, Садоче, узиђи, и не бој се! Ја узиђох јуче, а ти узиђи данас! - To видех и чух, и верујем да ће ме ухватити и мучити за Христа. А његове речи: "Ја узиђох јуче, а ти узиђи данас!" значе да је он пострадао прошле године, и да ћу ја ове године бити мучен и убијен.” 
Наредне године персијски цар Шапур посетио је Салик и Ктисифон. Цару су оптужили епископа Садока за непослушност. Зато је послао војнике, да ухвате епископа са свештеницима и многим другим хришћанима и монасима, њих сто двадесет и осам на броју. Сви су оковани у гвоздене вериге, и затворени у тамннцу. Пет месеци су трпели велике  муке. Захтевали су од њих да се поклоне сунцу и огњу, и испуните цареву вољу и одрекну се хришћанства. 
Видевши чврсту непоколебљивост њихове вере, цар је изрекао смртну пресуду: да сви буду посечени мачем. Сви су изведени изван града и тамо посечени а епископа Садока одвели су у други град, зван Витлапат, где је извршена казна одсецање главе. Њихово мученичко страдање десило се 342. или 344. године.
Православна црква слави светог Садока и све са њим пострадале 20. фебруара по црквеном, а 5. марта по грегоријанском календару.